# 駱駝亞科
駱駝亞科（學名：Camelinae）為偶蹄目駱駝科下現存的唯一一個亞科，最早出現自3,800萬年前的始新世，曾經廣泛分布於全球，包括亞洲、歐亞大陸、南美洲、北美洲及非洲。
駱駝亞科下目前包含了駱駝族與美洲駝族。原先還包含了S‧D‧韋伯於1965年所命名的擬駝族（Camelopini,），但擬駝族在這之後被發現屬多系群，並於1979年J‧A‧哈里森視為是無效分類，原先被分類至擬駝族的擬駝屬與碩足駝屬則均重新分類至駱駝族下。